# シーズンパス (ビデオゲーム)
シーズンパス（season pass）は、コンピュータゲーム（家庭用の据え置き型、携帯機、PC）の課金形態の一種。ゲームによって「キャラクターパス」「ファイターズパス」「エキスパンションパス」「アニュアル（年間）パス」などの名称もある。
シーズンパスの購入者は現在および将来リリースされる予定のダウンロードコンテンツ（DLC）をまとめて取得することができる。
また、サービスを数年に渡って継続するタイプのゲームの中には、複数のシーズンパスが発売される場合もある（シーズンパス1、シーズンパス2、シーズンパス3等）。
名前はスポーツの「シーズンシート（年間予約席）」の概念に由来する。2011年に初めて導入されたシーズンパスは、2010年代の終わりまでに大手ゲーム会社の間では一般的になった。

## アプローチ
2010年代のコンピュータゲームは発売後もキャラクター、衣装、マップ、ストーリーなどの追加をダウンロードコンテンツとしてリリースするようになった。それらは個別に購入可能だが、「シーズンパス」は個別に全てを購入するよりも割安になっている。また、通常の発売日よりも早くプレイできたり（アーリーアクセス）、限定アイテムを入手できたりとシーズンパス購入者のみの特典が付与される場合もある。購入すると、プレイヤーはこれまでにリリースされた全てのダウンロードコンテンツ（DLC）を取得できる。また、まだ発売されていないDLCも対象となっており、それらはリリースされた時点でダウンロード可能になる。ゲームによってはデジタルデラックス版等、発売時にシーズンパスを含んだバージョンが用意される場合もある（ただしデジタルデラックス版や限定版であっても、シーズンパスは別途購入する必要があるゲームもある）。
シーズンパスは、その時点で詳細なコンテンツが未発表であっても、どんなタイプのコンテンツがリリースされるかあらかじめ発表されている。例えば、追加キャラクターが6人使用可能になるが、どんなキャラクターかは後日発表される、といった具合である。
ゲーム開発者はシーズンパスの販売によってまとまった資金を得ることができ、それによりコンテンツを追加し続けることができ、ユーザー離れを防ぐことができるというメリットがある。
例えば、ユービーアイソフトの『レインボーシックス シージ』は、Year Passを購入したプレーヤーに新しいプレイアブルキャラクター（オペレーター）、マップ、武器、およびゲームモードへのアクセスを提供している。シーズンパスを持たないプレイヤーでもゲーム内通貨を使用して取得できる要素もあるが、パスを持っているプレイヤーのみが使用可能になる要素もある。ユービーアイソフトは続編を新規に開発するよりも、プレイヤーにとって良いと考えている。同様に『Destiny 2』は年間パスモデルを使用しており、プレーヤーは年に3回の拡張を通じて追加コンテンツにアクセスできる。
これによりシーズンパスのあるゲームはクリアしたら終わりではなく、販売後も定期的にコンテンツが追加され、それを買うことでより長く遊べるように変化していった。
数年単位の長期にわたり継続的に追加要素がリリースされ、シーズンパスが複数用意されるゲームの中には、古いパスのコンテンツが追加費用なしでゲームの基本パックに統合される場合がある。

## 販売形態
パッケージ版を購入した場合、対応ハードのオンラインストア（PlayStation Store、Microsoft Store、Steam、Epic Gamesストア、Origin (デジタル配信プラットフォーム)、GOG.com、ニンテンドーeショップ等）でシーズンパスを購入する必要がある。
ダウンロード版の場合はダウンロード版とシーズンパスを別途購入する場合があるが、シーズンパスがセットになったバージョン（デラックス版等）が販売される場合もある。
Nintendo Switchの場合は実店舗でダウンロード用シリアルコードが記載されたPOSAカードを販売しているものもある。店舗で購入後、ニンテンドーeショップでコードを入力することで追加コンテンツが使用可能になる。
価格はゲームによって様々で、500円程度のものから、10000円を超えるものまであるが、およそ3000円前後が平均的である。

## 歴史
コンピュータゲームの最初のシーズンパスは、ロックスターゲームズのPlayStation 3、Xbox 360用ソフト『L.A.ノワール』の「L.A.ノワール ロックスターパス」で2011年6月14日に発売された。同年6月21日、ワーナーブラザースは『モータルコンバット』でこれに続いた。エレクトロニック・アーツは、2011年8月に『FIFAシリーズ』『マッデンNFL』『NHLシリーズ』といった複数の「EAスポーツ」ゲームで利用できる「EAスポーツシーズンチケット」をリリースした。2010年代半ばまでに、シーズンパスはAAAゲームで一般的になった。
2010年代の終わりまで、多くのゲームでシーズンパスが提供され続けた。オンライン対戦を主流とするゲームでは、本編とは別に高額なシーズンパスを購入しないと全てのマップを使えない、あるいは使えないキャラクターが存在することで、プレイヤーが分断されることに批判が出るタイトルも出てきている。2015年に発売された『Evolve』はゲームショーで発表された時は多大な期待を受けたが、キャラクター8体が別途販売されることに批判が殺到し、PC版を無料化することになった。
2016年にはこうしたプレイヤーの分断を避けるため、シーズンパスなどのDLCを敢えて販売せずキャラクターやマップなどの追加DLCは全て無料で提供する『オーバーウォッチ』『タイタンフォール2』のようなタイトルも登場するようになった。『オーバーウォッチ』はトレジャーボックスを、『タイタンフォール2』は外観変更アイテムによる課金を採用している。ゲーム関連のマスコミはシーズンパスを導入した『タイタンフォール』よりも導入していない『タイタンフォール2』の方がリリース後の追加コンテンツが少なくなる可能性があると推測している。また、2017年に発売された『フォートナイト』のようにマップは無料で追加するが、2ヶ月間限定で使用でき、その間に限定コスチュームを入手しやすくする「バトルパス」というシステムも考案されている。

## 論争
シーズンパスは、ユーザーに課金を促すために心理的にプレッシャーをかけるため、反消費者的であると批判されている。また、発売されるまで内容を確認できないため、購入する価値があるかどうかを知ることも不可能となっている。また、割引はプレーヤーが購入する価値がないような低品質のコンテンツが混じっていればその価値がなくなってしまう。さらに、ゲームが不人気で価格が下落した場合、シーズンパスをすぐに購入することで購入者が受ける割引よりも安くなる場合がある。
ゲーム・インフォーマーのアンドリュー・レイナーは事前にゲームメーカーが情報をほとんど発表せず、ダウンロードコンテンツのリリースが大幅に遅れ、購入者がおとり商法にさらされる事態となったため、いくつかのシーズンパスを「お金に飢えた企業からの詐欺」と呼び批判した。
GamesRadar+は、マルチプレイゲームにおけるシーズンパスをオンラインゲームのコミュニティを分断すると批判した。一方で『フォーオナー』や『タイタンフォール2』といった無料DLCとしてマップを追加したり、コスメティックDLCに依存する別の課金モデルを確立したゲームを賞賛した。
北米のゲームニュースサイトの「Shacknews」は『Evolve』や『Aliens: Colonial Marines』など多くのゲームのシーズンパスを批判している。

## 参照資料
1. ↑  シーズンパスとは？PlayStation 公式サイト 2020年1月7日閲覧。
2. ↑  Access Accepted第365回：「シーズンパス」戦略の光と影4Gamer.net 2012年11月19日
3. ↑  Martin (2018年2月19日). “The future of Rainbow Six Siege: 100 operators over 10 years, no sequel”. VG 247. 2018年4月13日閲覧。
4. ↑  McWhertor (2018年6月5日). “Destiny 2 gets an Annual Pass, here's what's included”. Polygon. 2019年8月8日閲覧。
5. ↑  『ゼルダの伝説 ブレス オブ ザ ワイルド』『ファイアーエムブレム 風花雪月』のエキスパンション・パス、『大乱闘スマッシュブラザーズ SPECIAL』のファイターパス
6. ↑  『蒼き革命のヴァルキュリア』シーズンパスは509円
7. ↑  『デッド オア アライブ6』のシーズンパス1は11000円
8. ↑  “Take-Two Interactive Software - Investor Relations - Take-Two News Release”. ir.take2games.com. 2018年3月11日閲覧。
9. ↑  “L.A. Noire Rockstar Pass”. PlayStation™Store. 2018年3月11日閲覧。
10. ↑  Orland. “Warner Bros. To Offer 'season pass' DLC Bundle For Xbox 360 Mortal Kombat”. 2018年3月12日閲覧。
11. ↑  Arts (2011年8月1日). “EA SPORTS Season Ticket Announces Today”. 2018年3月12日閲覧。
12. 1 2  “Dear everyone: it's time to stop buying season passes at launch”. PCGamesN 2018年3月3日閲覧。
13. ↑  『Evolve』PC版が無料化されることに、DLC展開への大批判で激減したプレイヤーの呼び戻しを図る狙いAUTOMATON 2016年7月7日。
14. ↑  “With the apparent death of season passes and $15 DLC, did we actually end up with a worse deal? - VG247” (英語). VG247. (2017年7月10日) 2018年3月3日閲覧。
15. ↑  “season passes Are Starting To Sound Like Scams” (英語). Game Informer. 2018年3月3日閲覧。
16. ↑  “The multiplayer season pass is almost dead, this is how For Honor and Titanfall 2 are killing it” (英語). gamesradar 2018年3月3日閲覧。
17. ↑  “The Most (and Almost) Disappointing season passes of All Time” (英語). Shacknews. 2018年3月3日閲覧。